# Уолш, Гари
Га́ри Уо́лш (англ. Gary Walsh; родился 21 марта 1968 в Уигане) — английский футболист, вратарь. В настоящее время является тренером вратарей в клубе «Халл Сити».
В качестве игрока наиболее известен по выступлениям за «Манчестер Юнайтед», «Мидлсбро», «Брэдфорд Сити» и «Уиган Атлетик». После завершения карьеры игрока работал тренером вратарей в «Уигане», «Дерби Каунти» и «Халл Сити».

## Футбольная карьера

### «Манчестер Юнайтед»
Уолш покинул школу в 1984 году, подписав юношеский контракт с клубом «Уиган Атлетик». Сначала он выступал на позиции нападающего, но в одном из матчей был поставлен в ворота, где его заметил скаут «Манчестер Юнайтед». Главный тренер «Юнайтед» Рон Аткинсон предложил ему юношеский контракт. Уолш играл за молодёжный состав «Манчестер Юнайтед» в 1986 году, когда команда стала финалистом Молодёжного кубка Англии.
В сезоне 1986/87 Уолш подписал с клубом свой первый профессиональный контракт. Дебютировал в основном составе 13 декабря 1986 года в матче против «Астон Виллы», пропустив 3 мяча (встреча завершилась вничью со счётом 3:3). Всего он сыграл 14 матчей в этом сезоне.
В течение сезона 1987/88 19-летний валлиец на протяжении 16 матчей чемпионата был основным голкипером команды после завершения карьеры Гари Бейли из-за травмы. Однако затем Уолш получил травму в товарищеском матче, и выбыл из строя до начала сезона 1990/91. Он был на скамейке запасных «Манчестер Юнайтед» в финале Кубка обладателей кубков, в котором «красные дьяволы» одержали победу над «Барселоной». В следующем сезоне в клуб перешёл Петер Шмейхель, ставший основным голкипером команды.
После возвращения в команду Леса Сили (ранее выступавшего за «Юнайтед» на протяжении 18 месяцев) в январе 1993 года Уолш стал третьим вратарём, и в следующем сезоне был выставлен на трансфер. Однако когда «Юнайтед» досрочно выиграл Премьер-лигу сезона 1993/94, Фергюсон предоставил Уолшу место в воротах на три заключительные игры чемпионата. Валлиец сыграл хорошо, и клуб предложил ему новый контракт. Он также был на скамейке запасных в финале Кубка Англии, после победы в котором «Юнайтед» завоевал «дубль».
Будучи игроком «Манчестер Юнайтед», Уолш дважды был в аренде: в «Эйрдрионианс» в 1988 году и в «Олдем Атлетик» в сезоне 1994/95.
В ноябре 1994 года Петер Шмейхель получил травму спины, после чего Уолш провёл 10 матчей подряд в Премьер-лиге, в которых пропустил 12 голов. Уолш также сыграл в нескольких матчах Кубка Футбольной лиги и Лиги чемпионов в этом сезоне, пока Шмейхель восстанавливался от травмы, однако затем вновь сел на лавку. В этом сезоне «Юнайтед» уступил чемпионский титул «Блэкберну» в последнем туре.

### «Мидлсбро»
В августе 1995 года Уолш перешёл в «Мидлсбро», которым руководил его бывший одноклубник Брайан Робсон, за £600 000. В сезоне 1995/96 он сыграл в 32 из 38 матчей своего клуба в Премьер-лиге. В следующем сезоне он сыграл лишь в 12 матчах, уступая в конкуренции Бену Робертсу и Марку Шварцеру.

### «Брэдфорд Сити»
В октябре 1997 года перешёл в «Брэдфорд Сити» на правах аренды, но вскоре подписал с клубом полноценный контракт.
В сезоне 1997/98 за свою уверенную игру в воротах «Брэдфорда» был признан получим игроком года в клубе.

### «Уиган Атлетик»
В 2003 году перешёл в «Уиган Атлетик» на подмену основному голкиперу Джону Филану. В 2005 году продлил с клубом контракт сроком на год.
Летом 2006 года объявил о завершении карьеры игрока.

## Тренерская карьера
Уолш начал работать тренером вратарей, ещё играя за «Уиган». После завершения сезона 2005/06 он повесил бутсы на гвоздь и стал работать тренером на полную ставку. В январе 2008 года он перешёл вместе с Полом Джуэллом в «Дерби Каунти», где также стал тренером вратарей. После ухода Джуэлла из «Дерби Каунти» Уолш также ушёл из клуба в июне 2009 года, после чего стал тренером вратарей в «Хартлпул Юнайтед». 15 декабря 2011 года Уолш был назначен тренером вратарей в клубе «Халл Сити».